# Чернышиха (Кстовский район)
Черныши́ха — село в Кстовском районе Нижегородской области, административный центр Чернышихинского сельсовета.

## География
Село Чернышиха расположено на правобережье Волги, на реке Китмирь, в 63 км к юго-востоку от Нижнего Новгорода.
Через Чернышиху проходит автомобильная дорога Р-162 «Работки — Порецкое».

## История
Чернышиха возникла примерно в XVII веке. Первоначально называлась Желобки, так как в деревне били ключи, вода которых текла по деревянным желобкам. В Чернышихе располагался женский монастырь. Предположительно, от «черниц» — монахинь — и произошло название. Вторая версия: Чернышиха — чёрное место, где проживали колдуны, чернокнижники. Третья версия: деревня целиком выгорела, после пожара образовалось сплошное чёрное пепелище.
Последний дореволюционный помещик, которому принадлежала Чернышиха, носил фамилию Касьянов. Его усадьба находилась в соседней деревне Малое Лебедево. Помещик занимал должность царского лесничего. Его сын Александр Александрович Касьянов — выдающийся советский композитор, профессор. После революции 1917 года недвижимость Касьянова была национализирована. В его доме открылась четырёхклассная школа. Она работала до 1985 года, пока в Чернышихе не построили среднюю школу. В деревне Малое Лебедево ныне осталось не более 20 домов.
Церкви в Чернышихе не было. Религиозные потребности жители удовлетворяли в сёлах Ачапное и Игумново. В Чернышихе до революции находился небольшой женский монастырь. При советской власти он был разрушен до основания. В настоящее время на его месте находится дом местного жителя Ю. К. Земскова. В нескольких десятках метров располагается деревянная часовня.
В XIX — начале XX века Чернышиха входила в Макарьевский уезд.
События 1917 года прошли в деревне практически бескровно. В 1929 году в Чернышихе образовался колхоз «12 лет Октября». В дальнейшем он был объединён с колхозом деревни Большое Лебедево. Название сменилось на «Память Чкалова». Центральной усадьбой стало Большое Лебедево. За техникой колхоз обращался в село Работки, там находилась ближайшая МТС.
В годы Великой Отечественной войны через Чернышиху строили противотанковый ров. Ныне на его стыке с автодорогой Р-162 стоит памятный знак. В населённом пункте имеется памятник павшим воинам.
В сталинско-хрущёвский период Чернышиха относилась к Работкинскому району. В 1962 году его вместе с ней присовокупили к Кстовскому району.
В этот же год колхоз «Память Чкалова» был присоединён к Работкинскому району, образовав совхоз. В 1970 году в Чернышихе для работников сельского хозяйства строится панельный посёлок. Первым возвели так называемый «красный» дом. Последним — так называемый «новый» (1990 год). В 1977 году чернышихинское отделение работкинского совхоза стало самостоятельным. Оно стало специализироваться на животноводстве. Было построено несколько ферм, комплекс по выращиванию телят, сооружён так называемый «новый» пруд. В I половине 1990-х годов совхоз трансформировался в ОАО «Чернышихинское», которое ныне не функционирует. Оно было продано на аукционе в частные руки. На настоящее время большинство зданий и сооружений бывшего ОАО «Чернышихинское» демонтировано и реализовано как бывший в употреблении стройматериал.

## Население
Численность населения Чернышихи — 1026 человек (2011).

## Инфраструктура
В селе имеются школа, детский сад, медицинский пункт, дом культуры, библиотека, почтовое отделение, 2 магазина, 4 кафе. Действует мясокомбинат.